# Гулистан (посёлок)
Гулистан (тадж. Гулистон) — посёлок в Пенджикентском районе Согдийской области Таджикистана на шоссе, соединяющем Истаравшан и Пенджикент в 30 км к западу от Пенджикента. Располагается у подножья северного склона Зеравшанского хребта на левом берегу реки Зеравшан.
Административно входит в состав джамоата Вору.